# 艾伦·约瑟夫·钦泰扎
艾伦·约瑟夫·钦泰扎（Allan Joseph Chintedza），马拉维外交官，现任马拉维驻中华人民共和国大使兼驻新加坡高级专员。

## 生平
艾伦·约瑟夫·钦泰扎拥有曼彻斯特大学经济和社会研究文学硕士学位和马拉维大学公共管理学文学硕士学位。
2021年7月，钦泰扎被任命为马拉维驻中华人民共和国大使，兼驻新加坡高级专员。2021年11月25日抵华，12月30日递交国书副本。2022年12月13日，向新加坡总统哈莉玛·雅各布递交国书。2023年4月24日，向中华人民共和国国家主席习近平递交国书。